# Bastien Ripoll
 (avril 2019).
Bastien Ripoll est un rameur d'aviron français, né le 8 juillet 1980 à Toulouse.
En 2004, il termine sixième de la course du huit avec barreur aux Jeux olympiques d'Athènes,.
En 2006, il remporte The Boat Race, célèbre course annuelle entre les universités d'Oxford et de Cambridge, en tant que chef de nage de l'équipage d'Oxford,. Il demeure jusqu'en 2023 le seul rameur français à avoir remporté cette épreuve,.
Il participe au projet de la Fédération française de qualifier un huit pour les Jeux olympiques de 2012 à Londres. Toutefois, le bateau français, sixième de la finale B aux championnats du monde 2011 de Bled, échoue dans cet objectif.
Après l'arrêt de sa carrière internationale, il continue de ramer avec son club de Bordeaux (ENB) avant de devenir entraîneur bénévole et dirigeant puis avec le club de Brive-la-Gaillarde (CSNB) où il devient entraîneur bénévole et dirigeant. 